# Charlotte Lewis
Charlotte Lewis, född den 10 september 1955 i Chicago, USA, död 17 september 2007 i Kansas City i Missouri i USA, var en amerikansk basketspelare som tog tog OS-silver 1976 i Montréal. Detta var första gången damerna fick delta i baskettävlingarna vid olympiska sommarspelen, och således USA:s första OS-medalj i dambasket.